# Lexus RC
La Lexus RC est un coupé sportif produit par le constructeur automobile japonais Lexus depuis 2014.

## Présentation
La Lexus RC est présentée en 2014. Elle dérive de la nouvelle Lexus IS.

### Phase 2
Le restylage de la RC est présenté au Mondial Paris Motor Show 2018.
Les retouches sont légères, l'avant recevant de nouveaux phares intégrant la signature lumineuse en L, et la calandre est modifiée sur sa partie basse pour recevoir une prise d'air. À l'arrière, les feux sont modifiés, quant à l'intérieur une nouvelle montre analogique est proposée.

## Motorisations
|                                       | RC 300h                          | RC 200t                           | RC 350                           | RC F                             | RC F Track Edition               |
| ------------------------------------- | -------------------------------- | --------------------------------- | -------------------------------- | -------------------------------- | -------------------------------- |
| Disponibilité                         | ?                                | ?                                 | ?                                | Février 2016                     | Mars 2019                        |
| Code moteur                           | 2AR-FSE                          | 8AR-FTS                           | 2GR-FSE                          | 2UR-GSE                          | 2UR-GSE                          |
| Caractéristiques                      |                                  |                                   |                                  |                                  |                                  |
| Type de moteur                        | L4 essence + électrique          | L4 essence                        | V6 essence                       | V8 essence                       | V8 essence                       |
| Alimentation                          | Atmosphérique, injection directe | Turbocompressé, injection directe | Atmosphérique, injection directe | Atmosphérique, injection directe | Atmosphérique, injection directe |
| Cylindrée                             | 2 494 cm3                        | 1 998 cm3                         | 3 456 cm3                        | 4 969 cm3                        | 4 969 cm3                        |
| Puissance maximale                    | 164 kW (223 ch) à 6 000 tr/min   | 180 kW (245 ch) à 5 800 tr/min    | 234 kW (318 ch) à 6 400 tr/min   | 341 kW (464 ch) à 7 100 tr/min   | 341 kW (464 ch) à 7 100 tr/min   |
| Couple maximal                        | 521 N m à 4 200–5 400 tr/min     | 350 N m à 1 650-4 400 tr/min      | 380 N m à 4 800 tr/min           | 530 N m à 4 800 tr/min           | 520 N m à 4 800 tr/min           |
| Transmission                          |                                  |                                   |                                  |                                  |                                  |
| Transmission, série                   | Propulsion                       | Propulsion                        | Propulsion                       | Propulsion                       | Propulsion                       |
| Boîte de vitesses, série              | Variation continue (CVT)         | Automatique 8 rapports            | Automatique 8 rapports           | Automatique 8 rapports           | Automatique 8 rapports           |
| Mesures                               |                                  |                                   |                                  |                                  |                                  |
| Vitesse maximale                      | 190 km/h                         | 230 km/h                          | 230 km/h                         | 270 km/h                         | 270 km/h                         |
| Accélération 0–100 km/h               | 8,6 s                            | 7,5 s                             | 6,3 s                            | 4,5 s                            | 4,3 s                            |
| Consommation par 100 km (cycle mixte) | 4,7–5,0 l                        | 7,2–8,0 l                         | 10,2 l                           | 10,8 l                           | 10,8 l                           |
| Émissions de CO2 (cycle mixte)        | 108–116 g/km                     | 166–186 g/km                      | 237 g/km                         | 251 g/km                         |                                  |
| Norme d'émission                      | Euro 6                           | Euro 6                            | Euro 6                           | Euro 6                           | Euro 6                           |
| Capacité du réservoir                 | 66 litres                        | 66 litres                         | 66 litres                        | 66 litres                        | 66 litres                        |

1. ↑  Modèle non-destiné au marché européen. Il est disponible en Russie, au Japon et en Amérique du Nord.
2. ↑  Puissance combinée. Le moteur thermique essence délivre au maximum 133 kW (181 ch) à 6 000 tr/min tandis que le moteur électrique délivre 105 kW (143 ch).
3. ↑  Couple combiné. Le moteur thermique essence délivre au maximum 221 N m à 4 200–5 400 tr/min tandis que le moteur électrique délivre 300 N m.

## Séries limitées

### RC-F Track Edition

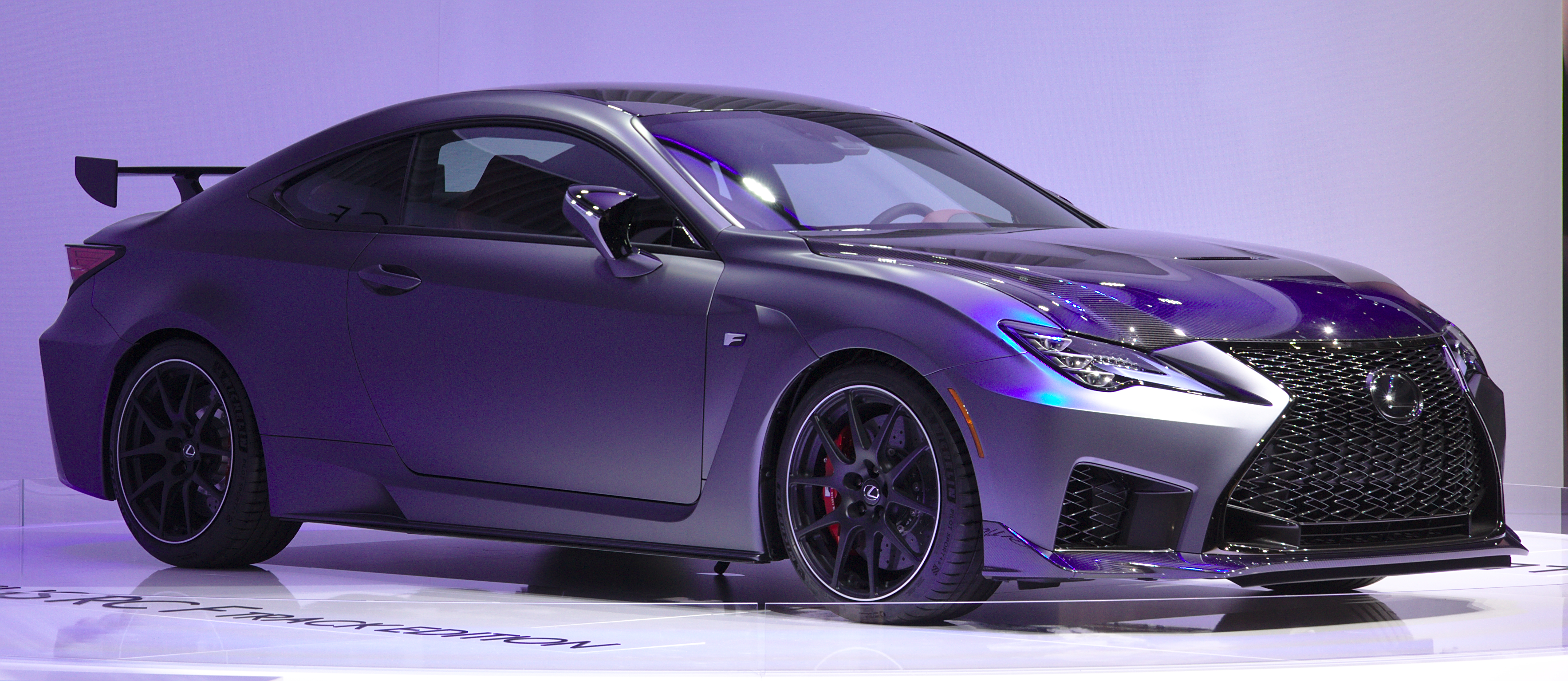
Lexus RC-F Track Edition au salon de Genève 2019

En janvier 2019, au salon de Détroit aux États-Unis, Lexus présente la version RC-F restylée et la RC-F Track Edition, puis en Europe au Salon international de l'automobile de Genève 2019.
La RC-F Track Edition perd 80 kg et gagne des jantes forgées, freins carbone-céramique, un échappement en titane, un aileron fixe et un diffuseur arrière en carbone, pour un tarif supérieur de 30 000 € à la RC-F. 

### RC F Fuji Speedway (MY2021)
La RC F Fuji Speedway est une série limitée à 60 exemplaires uniquement disponible aux États-Unis.

### RC F Fuji Speedway (MY2022)
En septembre 2021, Lexus présente une seconde série limitée intitulée RC F Fuji Speedway Edition produite à 50 exemplaires et disponible en Europe.

## Concept car

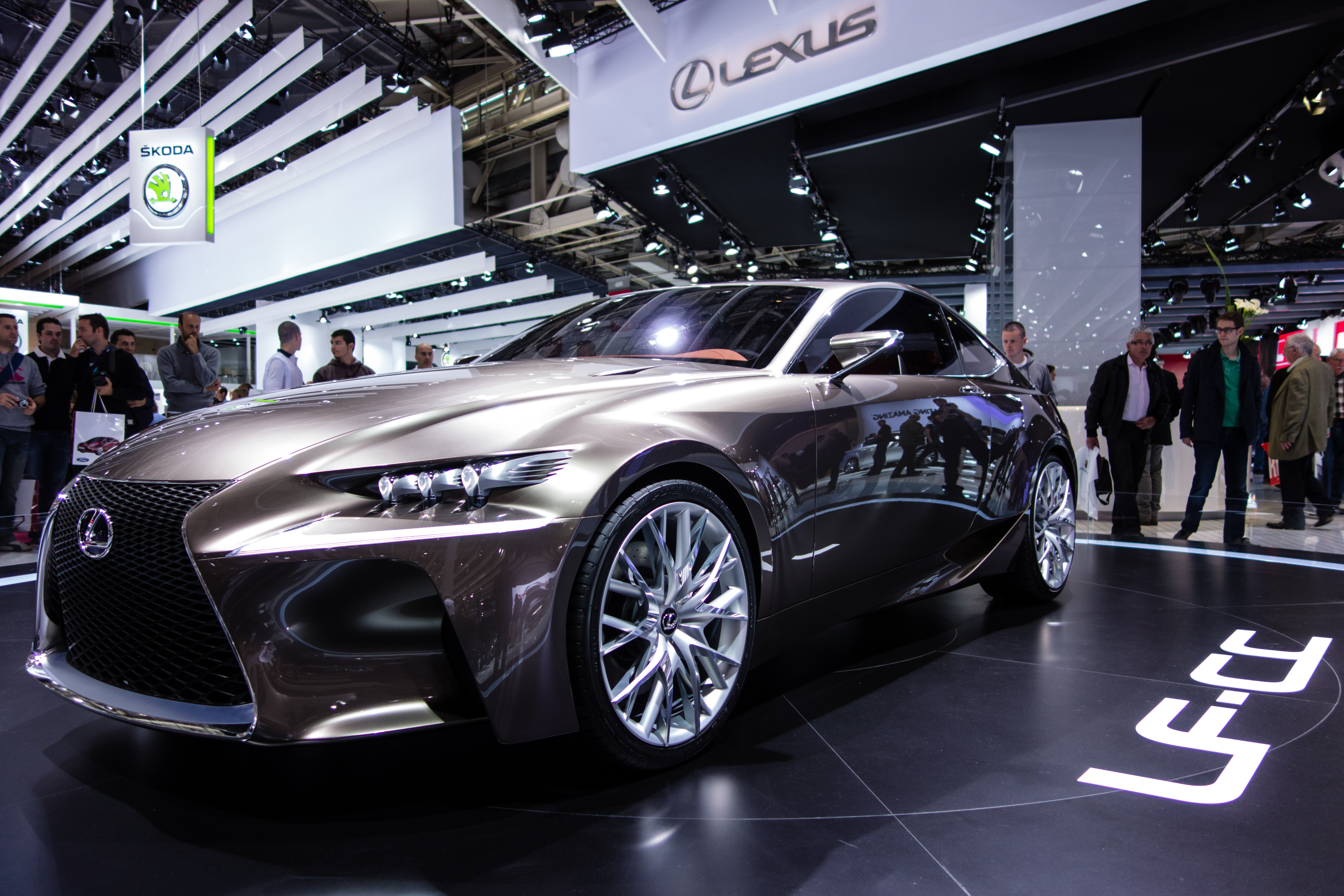
Lexus LF-CC.

La Lexus RC est préfigurée par le concept-car Lexus LF-CC présenté au Mondial de l'automobile de Paris 2012.

## RC-F GT500
Chronologie des modèles (2014)
Lexus SC430
Présentée lors des 1000km de Suzuka Super GT 2013, la RC-F GT500 défend les couleurs de Lexus dès 2014 lors des différentes courses du championnat Super GT. Née Lexus LF-CC, la voiture est rebaptisée en 2014 lors de la présentation des équipages de la nouvelle saison. 
Le règlement entrant en vigueur en 2014 impose de conserver la carrosserie d'origine et de n'apporter que certaines modifications dans un cadre très réglementé ; la RC-F se base sur le concept-car LF-CC concept dévoilé au Mondial de l'automobile de Paris 2012.
Le règlement 2014 imposant aux véhicules de la catégorie GT500 d'utiliser le règlement DTM pour la partie châssis et aérodynamique, cette RC-F est basée sur la monocoque unique produite par Toray Carbon Magic Co. Cette monocoque est directement tirée du DTM qui impose des moteurs en position longitudinale avant.
Elle est motorisée par un 4-cylindres en ligne 2 litres turbocompressé qui remplace le bloc 3,4 litres atmosphérique. Cette réduction de cylindrée et le passage à un moteur turbo permet d'aligner le Super GT sur la mode actuelle du "down sizing" qui consiste à réduire le poids et la cylindrée tout en augmentant le rendement du moteur afin de conserver des performances similaires. S'il a été annoncé que ce moteur ne sera pas hybride contrairement à la nouvelle NSX-GT de Honda, les trois constructeurs présents en GT500 s'accordent à dire que les voitures 2014 seront plus puissantes que celles qu'elles remplacent.
TRD, l'une des filiales de Toyota chargée du sport automobile s'occupe du développement de l'auto, tout comme sur l'ancienne SC430 GT500.